# Нур Ахмад Нур
Нур Ахмад Нур (пушту نوراحمد نور‎, 1937 – 4 января 2024) — афганский государственный и политический деятель. Член политбюро НДПА (фракция Парчам).

## Биография
Родился в 1937 году в Кандагаре. Получил образование в Кабульском университете. После парламентских выборов в 1965 году он был одним из четырёх избранных кандидатов от НДПА. В 1969 году надеялся переизбираться, но потерпел поражение на выборах.
30 апреля 1978 года был назначен министром внутренних дел. Однако уже в июле этого года снят со своей должности и отправлен в США в качестве посла. Участвовал в заговоре против правительства Тараки. С 28 декабря 1979 года – член президиума Революционного совета. Занимал должность заместителя председателя Президиума Революционного совета с 1981 по 1983 год.
В январе 1984 года вместе с семьёй (жена – дочь видного члена партии и активистки женского движения Афганистана Анахиты Ратебзад) переехал в Москву. Присутствовал на похоронах Ю. В. Андропова.